# Urbiola
Urbiola es una localidad española y un concejo de la Comunidad Foral de Navarra perteneciente al municipio de Igúzquiza. Está situado en la Merindad de Estella, en la Comarca de Estella Oriental. Su población en 2014 fue de 47 habitantes (INE).

## Topónimo
El nombre es de origen vasco y significa «cabaña o ferrería de las dos regatas», de ur- ‘agua’, -bi- ‘dos’ y -ola ‘cabaña’ o ‘ferrería’.
En documentos antiguos el nombre aparece como: Hurbiola (siglo XIII-XIV, 1280, 1350, NEN); Urbiola (1257, NEN); Urbiolla (1324, 1366, NEN).

## Demografía
| 2010                         | 2011 | 2012 | 2013 | 2014 | 2015 | 2016 | 2017 |
| ---------------------------- | ---- | ---- | ---- | ---- | ---- | ---- | ---- |
| 45                           | 46   | 44   | 44   | 47   | 47   | 46   | 44   |
| Fuente: Gobierno de Navarra. |      |      |      |      |      |      |      |

## Arte
Se encontró una lápida sepulcral romana, conservada en el Museo San Telmo de San Sebastián.
Iglesia de San Salvador, del siglo XIII con reformas de los siglos XVI y XVII.

## Arqueología

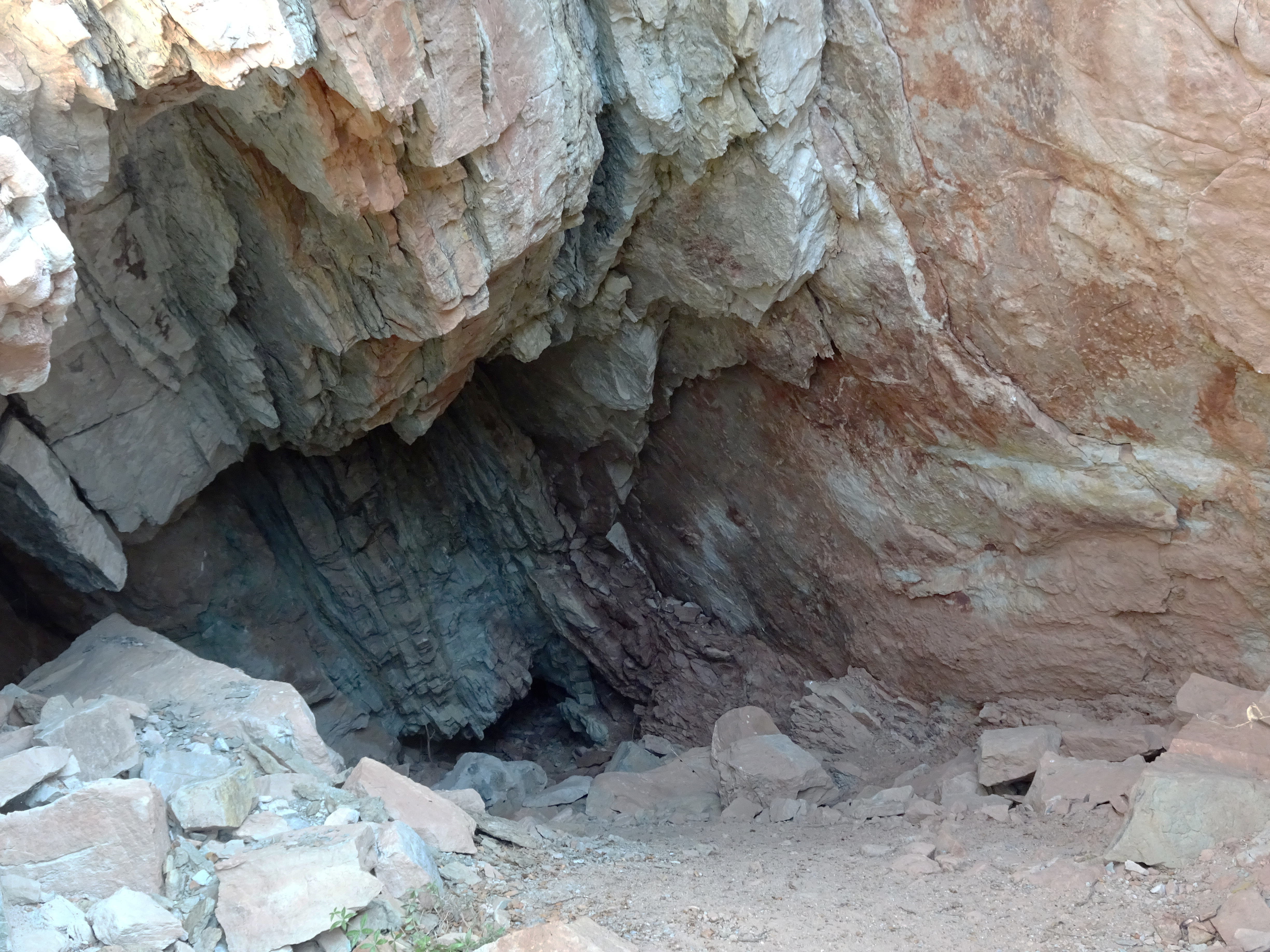
Fondo de la Cueva de los Hombres Verdes, con los estratos minerales a la vista

En un monte, junto a la carretera NA-7400 que conduce a Olejua, se encontró en 1958 una cueva conocida como la Cueva de los Hombres Verdes. Es una cueva resultado de la explotación de una veta de cobre en la Edad del Bronce, que más adelante se usó como enterramiento comunitario. Se encontraron restos de 35 individuos, y se llamó así porque los restos de mineral de carbonato de cobre habían teñido de verde los huesos. La mayoría de los restos eran de los tipos anatómicos mediterráneo y alpino, propios de esta zona, pero unos pocos eran de tipo armenoide procedentes del este de Europa; se especula con que eran buscadores de metales. Fue excavada por Joan Maluquer de Motes, D. Fernández Medrano y R. Banco Caro.